# Ádám Marosi
Ádám Marosi (n. 26 iulie 1984, Budapesta, Republica Populară Ungară) este un sportiv ce a reprezentat Ungaria, medaliat olimpic. A participat la 3 ediții ale Jocurilor Olimpice (2012, 2016, 2020) în care a câștigat o medalie de bronz.